# ジョルジ・アルヴァレス
ジョルジ・アルヴァレス (ポルトガル語: Jorge Álvares 1521年7月8日没) は、大航海時代のポルトガル人の探検家。喜望峰周りの海路から、ヨーロッパ人として初めて中国に到達した。

## 中国遠征
1513年5月、アルヴァレスはポルトガル領マラッカの提督ルイ・デ・ブリート・パタリンに従い、ジャンク船に乗ってバゴーから中国へ向け出発した。この艦隊は計6隻のジャンク船からなり、アルヴァレス自身も2人のポルトガル人水夫を従えていた。
1513年5月、アルヴァレスは中国南岸の広州に近い島に上陸した。この島はポルトガル側からタマンと呼ばれたが、その正確な位置は珠江デルタ内にあったということしかわかっておらず、ランタオ島や内伶仃島などに比定する説がある。ここでアルヴァレスは、ポルトガル王から与えられたモニュメントを建てた。彼らは中国人との貿易を望んだが、この時はうまくいかなかった。その後、インド総督アフォンソ・デ・アルケブルケがラファエル・ペレストレーリョ（クリストファー・コロンブスの従弟）を中国に送り、明との通商関係構築を図った。ペレストレーリョは1516年に広州に上陸した。
アルヴァレスは1513年から1514年にかけてタマンを貿易拠点として整備するのに力を注いだ。彼は1521年7月8日、タマオにおいて親友ドゥアルテ・コエーリョに看取られながら死去した。

## 同姓同名の人物
1511年から1550年にかけて東アジアで活躍し、文献に登場するJorge Álvaresという氏名の人物は4人いる。1546年に日本を訪れ、その後フランシスコ・ザビエルに日本人ヤジロウを紹介し日本での宣教を勧めたポルトガル人貿易商人にして船長のアルヴァレスは、本項の探検家アルヴァレスの没後の時期であることからも分かるように同姓同名の別人である。